# Polyniphes dumenilii
Polyniphes dumenilii is een vlinder uit de familie van de Lycaenidae. De wetenschappelijke naam van de soort is voor het eerst geldig gepubliceerd in 1823 door Godart.